# Médéric Dufour
Médéric Dufour né en 1866 et mort en 1933 est un helléniste français.

## Biographie
Après des études à l'École normale supérieure (promotion 1887), Médéric Dufour arrive premier à l'agrégation de grammaire en 1890. Il soutient sa thèse de doctorat ès lettres en Sorbonne le 24 juin 1896.
Il enseigne à la faculté des lettres de Lille de 1891 à 1933.

## Œuvres
- Étude sur la constitution rythmique et métrique du drame grec, Lille, Au siège des Facultés, 1893 (lire en ligne)
- La Constitution d'Athènes et l'œuvre d'Aristote, Paris, Hachette, 1895 (lire en ligne)
- De Libello qui Xenophontis fertur Άθηναίων πολιτέια, Lille, Bigot frères,‎ 1895
- Étude de métrique et de rythmique sur le Prométhée enchainé d'Eschyle, Lille, Bigot frères, 1901
- Une philosophie de l'impressionnisme, étude sur l'esthétique de Jules Laforgue, Paris, Léon Vanier, 1904 (lire en ligne)
- Traité élémentaire des Synonymes Grecs, Paris, Armand Colin, 1910, 203 p.
- Grammaire grecque, Paris, Belin Frères, 1925

## Traductions
- Aristote, Rhétorique, t. I : Livre I, Paris, Les Belles lettres, 1931, 216 p.
- Homère (trad. avec Jeanne Raison) L'Odyssée. Traduction nouvelle avec introduction, notes et index, Paris, Classiques Garnier, 1935, 408 p.
- Aristote, Rhétorique, t. II : Livre II, Paris, Les Belles lettres, 1938, 212 p.
- Aristote (trad. avec André Wartelle), Rhétorique, t. III : Livre III, Paris, Les Belles lettres, 1973, 235 p.